# 阮文灵
阮文灵（發音：[ŋwǐənˀ van liŋ̟]；1915年7月1日—1998年4月27日），原名阮德菊（Nguyễn Đức Cúc），小名十菊。越南共产党和越南社會主義共和國前领导人、革命家，曾任越南共产党中央委员会总书记和越南共产党中央军事委员会书记。

## 生平
阮文灵生于越南北方興安省。1929年参加革命。1930年被法国殖民当局逮捕，流放至昆仑岛监狱，1936年获释；同年加入印度支那共产党（越南共产党的前身），在河内、海防一带从事地下工作，参与恢复和重建海防市临时市委的工作；1939年被派往南方工作，任西贡市（今胡志明市）市委委员。1940年负责中圻各省的建党工作；1941年在荣市再次被捕，直到1945年八月革命胜利后才获释。
此后长期在南方领导反法、抗美的武装斗争；1945年至1956年先后任西贡市市委书记，南部区党委委员、常务委员。1957至1960年任中央南方局书记；1962年至1975年任越南南方人民革命党中央执行委员会总书记（对外公开称南方中央部副书记）。1960年在越共“三大”至“六大”被选为中央委员，1973年至1977年任胡志明市委书记。1976年起为越共中央政治局委员和越共中央书记处书记。1978年当选越南全国总工会主席。1981年力主进行改革的阮文灵被总书记黎笋逐出中央政治局，1982年和1986年两次担任胡志明市委书记。在阮文灵的邀请下，接替黎笋的越共中央总书记、一向被认为是越共内部亲华且持有改革立场的元老长征亲自到胡志明市考察。长征在考察之后对阮文灵的做法表示赞同，随后，阮文灵被重新重用。
1985年重新进入党的中央政治局，1986年在越共六大上，受到长征的支持，当选越共中央总书记。阮文灵在这次大会上提出了革新开放政策，这也被越南官方认为是越南“革新開放”的开始。
1990年9月，阮文灵和部长会议主席杜梅访问中华人民共和国四川省成都，与中共中央总书记江泽民和中国国务院总理李鹏就中越关系和柬埔寨问题进行会谈。1991年阮文灵在越共七大上退休，担任越共中央顾问。

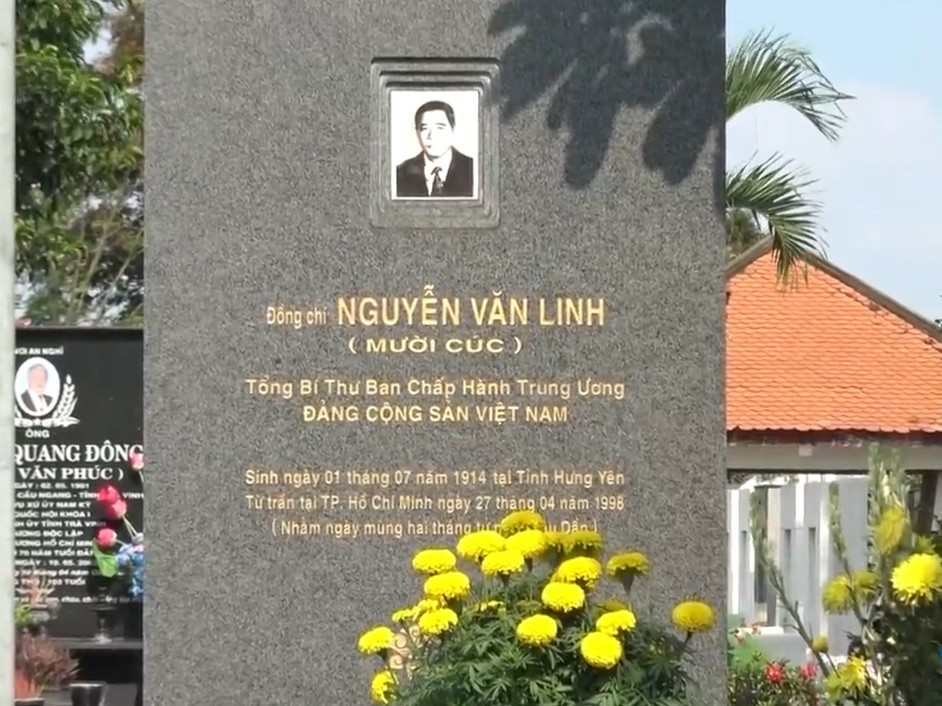
胡志明市公墓的阮文靈墓碑

1998年4月27日，阮文灵在胡志明市病逝，越共中央、国会、国家主席、政府、祖国战线和中央军委当晚联名发表的一项特别公报说，阮文灵在70年的革命生涯中“为越南党和民族的革命事业作出了巨大的贡献”，“他的逝世是越南党、国家和人民的重大损失”；越南最高领导机构为阮文灵举行了国葬。